# Adriano Vaz Serra
Adriano Paes da Silva Vaz Serra GOC • GCC • GCSE (Coimbra, 22 de Maio de 1903 — Coimbra, 1989) foi um professor de Direito e jurisconsulto português.

## Biografia
Irmão de Augusto Vaz Serra.
Licenciou-se em 1924 e doutorou-se em 1925, com uma tese que versou A enfiteuse no Direito romano, peninsular e português. Professor catedrático da Faculdade de Direito da Universidade de Coimbra, leccionou Noções de Direito Civil, Direito das Obrigações Gerais e Elementares.
Foi nomeado subsecretário de Estado das Finanças, em 1938, e ministro da Justiça, em 1940. Posteriormente, presidiu à Comissão de Reforma do Código Civil de 1867 (Código Seabra), à qual deu valiosa colaboração, reflectida em numerosos estudos que, para o efeito, publicou. Foi distinguido como Grande-Oficial da Ordem Militar de Nosso Senhor Jesus Cristo a 11 de Fevereiro de 1939, Grã-Cruz da Ordem Militar de Nosso Senhor Jesus Cristo a 30 de Abril de 1942 e Grã-Cruz da Antiga, Nobilíssima e Esclarecida Ordem Militar de Sant'Iago da Espada, do Mérito Científico, Literário e Artístico a 8 de Fevereiro de 1967.
Artigos Publicados no Boletim da Faculdade de Direito da Universidade de Coimbra:
Doutrina
— Os actos emulativos no direito romano, 10, 1926-1928, p. 529-553.
— Cessão de créditos ou de outros direitos, 30, 1954, p. 191-399; 31, 1955, p. 190-365.
— Manuel de Andrade civilista, 35, 1959, p. 1-40.
— Algumas considerações sobre a hipoteca judicial, Supl. 15, Homenagem ao Doutor José Alberto dos Reis, I, 261-285.
— A redução e a conversão de negócios jurídicos no caso do Acórdão do S. T. J. de 8 de Abril de 1969, 46, 1970, p. 131-163.
Vária
— Posse de estado e sedução na filiação ilegítima (Sentença de 5 de Julho de 1923, do juiz de direito de Montemor-o-Novo, dr. Henrique Augusto da Rocha Ferreira), 8, 1923-25, p. 451-471. 
— Citação de ausentes em parte incerta (Acórdão do Tribunal da Relação de Coimbra de 9 de Abril de 1919), 9, 1925-26, p. 441-456.
— Cerimónia (A) do doutoramento dos Doutores José Carlos Martins Moreira, João Pinto da Costa Leite (Lumbrales) e Fernando Andrade Pires de Lima. Discursos dos Doutores Mário de Figueiredo e Adriano Pais da Silva Vaz Serra, 12, 1930-31, p. 482-495.
— A revisão geral do Código Civil (Alguns factos e comentários), 22, 1946, p. 451-513.
— Centenário do nascimento do Doutor Guilherme Alves Moreira. Discursos dos Profs. Doutores Adriano Pais da Silva Vaz Serra e João de Matos Antunes Varela, 37, 1961, p. 187-204.
Homenagem 
— Cerimónia (A) do doutoramento do Doutor Adriano Pais da Silva Vaz Serra. Discursos dos Doutores Cabral de Moncada, Mário de Figueiredo e Alberto dos Reis, 9, 1925-26, p. 585-593. 
— Doutor Adriano Pais da Silva Vaz Serra, 65, 1989, p. 491-495.